# Chicago-Marathon 1993
| 16. Chicago-Marathon    | 16. Chicago-Marathon                |
| ----------------------- | ----------------------------------- |
| Stadt                   | Chicago, Vereinigte Staaten         |
| Datum                   | 31. Oktober 1993                    |
| Distanz                 | 42,195 Kilometer                    |
| Sieger                  |                                     |
| Männer                  | Luíz Antônio dos Santos (2:13:15 h) |
| Frauen                  | Ritva Lemettinen (2:33:19 h)        |
| ← Chicago-Marathon 1992 | Chicago-Marathon 1994 →             |
| Website                 | Offizielle Website                  |

Der Chicago-Marathon 1993 war die 16. Ausgabe der jährlich stattfindenden Laufveranstaltung in Chicago, Vereinigte Staaten. Der Marathon fand am 31. Oktober 1993 statt.
Bei den Männern gewann Luíz Antônio dos Santos in 2:13:15 h, bei den Frauen Ritva Lemettinen in 2:33:19 h.

## Ergebnisse

### Männer
| Platz | Athlet                  | Land               | Zeit (h) |
| ----- | ----------------------- | ------------------ | -------- |
| 01    | Luíz Antônio dos Santos | Brasilien          | 2:13:15  |
| 02    | Eddy Hellebuyck         | Belgien            | 2:14:40  |
| 03    | Antoni Niemczak         | Polen              | 2:15:07  |
| 04    | Reynaldo Ramirez        | Mexiko             | 2:15:47  |
| 05    | Bruce Deacon            | Kanada             | 2:15:52  |
| 06    | Jeff Jacobs             | Vereinigte Staaten | 2:16:00  |
| 07    | Alfredo Vigueras        | Mexiko             | 2:16:10  |
| 08    | Tesfaye Bekele          | Äthiopien          | 2:16:18  |
| 09    | Gumercindo Olmedo       | Mexiko             | 2:16:43  |
| 10    | Tadeusz Lawicki         | Polen              | 2:19:12  |

### Frauen
| Platz | Athletin         | Land                   | Zeit (h) |
| ----- | ---------------- | ---------------------- | -------- |
| 01    | Ritva Lemettinen | Finnland               | 2:33:19  |
| 02    | Linda Somers     | Vereinigte Staaten     | 2:34:26  |
| 03    | Silvana Pereira  | Brasilien              | 2:37:58  |
| 04    | Danuta Bartoszek | Kanada                 | 2:38:16  |
| 05    | Debra Gormley    | Vereinigte Staaten     | 2:42:03  |
| 06    | Suzanne Rigg     | Vereinigtes Königreich | 2:45:00  |
| 07    | Ludmilla Ilina   | Russland               | 2:46:41  |
| 08    | Noeleen Wadden   | Kanada                 | 2:47:21  |
| 09    | Bridget Collins  | Vereinigte Staaten     | 2:53:07  |
| 10    | Cynthia Woods    | Vereinigte Staaten     | 2:54:49  |